# XML Schema
XSD (XML Schema Definition)是W3C于2001年5月发布的推荐标准，指出如何形式描述XML文档的元素。XSD是許多XML Schema 语言中的一支。XSD是首先分離於XML本身的schema語言，故取得W3C的推薦地位。
像所有XML Schema 语言一樣，XSD用來描述一組规则──一个XML文件必須遵守这些規则，才能根據該schema『合法（Valid）』。
然而，与其他XML Schema 语言不同，XSD意圖設計为在确认一个文档的有效性时，将会产生满足特定数据类型的一个信息集合。这种后验证的XML信息集可用来開發XML文件處理軟件。

## XSD名称的来源
因為有其他XML schema 語言存在，故在引用這W3C建議的語言時，使用XML Schema或W3C XML Schema，Schema永遠字首大寫。
“XML Schema”在2001年5月成为W3C推荐标准。由于“XML Schema”作为一种W3C的推荐标准的名字与广义的XML Schema 语言存在名称上的混淆，用户社区的一部分人采用了“WXS”来称呼它， 用户社区的另一部分人采用“XSD”（XML Schema Definition首字母縮略字）来称呼它。W3C发布的1.1标准采用了“XSD”作为官方称呼。

## 歷史
在官方文档的參考附錄里，XSD标准承認受到DTD和其他早期XML schema 语言的影响，如DDML、SOX、XML-Data、以及XDR。XSD從中吸收了一些特性，然而也在這些特性中有所折衷。這些早期schema 語言中的XDR與SOX在XML Schema發布後仍繼續使用了一段时间。不少微軟的產品支援XDR直到2006年十二月MSXML 6.0的發佈（MSXML 6.0拋棄了XDR改用XSD） （页面存档备份，存于） 。支援它自己的SOX schema 語言直到該公司於2004年末破產。2004年十二月，Novell, Inc.購買了該公司，包括那些與SOX相關的專利，據報導是盡力防止被某些不相關的、以打專利相關官司為生的公司剝削圖利 （页面存档备份，存于） 。
著名的XSD建议的内容但在XML自己的DTD中不可用的特性是命名空间感知（namespace awareness）与数据类型。
2012年4月， XSD 1.1成为W3C推荐标准。April 2012（页面存档备份，存于）

## Schema与schema文档
技术上说schema是元数据的一个抽象集合，包含一套schema component: 主要是元素与属性的声明、复杂与简单数据类型的定义。这些schema component通常是在处理一批schema document时被创建。schema文档包含着schema component的源语言定义。在日常使用中，一个schema文档常被称作一个schema。
Schema文档通过命名空间组织起来：所有的被命名的schema component属于一个目标命名空间；这个目标命名空间是schema文档作为整体的一个属性。schema文档可以包含进来（include）使用同一命名空间的其它schema文档，也可以导入（import）使用不同命名空间的schema文档。
当一个实例文档针对一个schema来验证有效性时（这一过程称为assessment），用来验证有效性的schema可以作为参数提供给验证器，也可以在实例文档中作为两种特殊属性之一直接提供：
- xsi:schemaLocation
- xsi:noNamespaceSchemaLocation.这种机制要求客户启动验证以充分相信这个文档，知道文档对正确的schema是有效的。

"xsi"是命名空间"http://www.w3.org/2001/XMLSchema-instance"的传统前缀。 （页面存档备份，存于）
XML Schema Documents通常有文件扩展名".xsd". XSD还没有专门的互联网媒体类型，因此按照 RFC 3023使用"application/xml"或"text/xml" .

## Schema component
主要的schema component有:
- 元素声明（Element declaration）, 定义了元素的性质。包括：元素名字、目标命名空间；一个非常重要的性质是元素的类型，它限制了元素包含哪些属性与子元素。在XSD 1.1标准中，可以根据属性的值来有条件定义元素类型。一个元素可以属于一个替换群（substitution group），如果元素E在元素H的替换群中，那么schema许可H出现的地方E都可以出现。元素可以有完整性（integrity）约束：唯一性（uniqueness）约束确定特定值在该元素为根的子树中是独一无二的；引用（referential）约束确定值必须匹配一些其它元素的标识符。元素声明可以是全局的或局部的，允许同一个名字被用于一个实例文档的不同部分的不相关的元素。
- 属性声明（Attribute declaration）,定义了属性的性质。包括：属性名字、目标命名空间，属性类型限制了属性可以取哪些值，也可以指出属性的缺省值或固定值（fixed value，即属性只能取这个值）。
- 简单与复杂数据类型（Simple and complex type）.详见下节
- 模型群（model group）与属性群（attribute group）定义。这实际上是宏（macro）：被命名的元素的群与属性的群，可在许多数据类型定义中被重用。
- 属性使用（attribute use）表示复杂数据类型与属性声明的关系，指出属性是必需的还是可选的，在什么时候使用这种数据类型。
- 元素粒子（element particle）类似于表示复杂类型与元素的关系，指出元素在上下文中出现的最大与最小次数。类似于元素粒子，内容模型可以包括模型群粒子，在语法上相当于非终结符：定义了允许的元素序列的选择与重复的单位。此外，通配符粒子表示了一套元素或元素序列。

其它更专门的schema component包括annotations, assertions, notations, 以及包含了schema整体信息的schema component.

## 数据类型
简单数据类型（simple type）包含了可以出现在元素或属性的文本值。这是XSD与DTD的最大区别。
XSD提供了一套19个基本数据类型：
- anyURI
- base64Binary
- boolean
- date
- dateTime
- decimal
- double
- duration
- float
- hexBinary
- gDay
- gMonth
- gMonthDay
- gYear
- gYearMonth
- NOTATION
- QName
- string
- time).

可以从这些基本数据类型通过三种机制构建三种数据类型：
- restriction (减少值集的范围),
- list (允许一个值的序列),
- union (允许从几个数据类型中选择值).

XSD规范定义了25个导出数据类型。用户可以在schema中进一步定义自己的导出类型。 
Restriction机制包括指出最大最小值、正则表达式、限制字符串的长度、限制十进制数的位数等。XSD 1.1又增加了assertions, 即通过一个[XPath 2.0]]表达式给出任意约束的能力。 
复杂数据类型描述了一个元素的许可内容。包括这个元素、属性、子元素的许可内容。复杂类型定义由一套属性使用与一个内容模型组成。内容模型可以是：
- 只有元素的内容（element-only content）, 不允许有文本（但可以有空白符或者子元素可以有文本）;
- 简单内容（simple content）, 允许有文本，不允许有子元素;
- 空内容（empty content）, 文本与子元素都不被允许;
- 混合内容（mixed content）, 文本与子元素都可以有.

复杂数据类型可以从别的复杂类型导出：
- restriction方法，不允许基类型允许的一些元素、属性或者值
- extension方法，允许额外的属性或元素出现。

XSD 1.1又增加了assertion方法来约束复杂类型, 即通过一个[XPath 2.0]]表达式必须求值为真

## Schema 既验信息集（Post-Schema-Validation Infoset）
基于 Schema 的验证完成后，可以按照 Schema 所隐含的数据模型来表达文档的结构与内容。XML Schema 数据模型包括：
- 词汇（元素与属性名称集）
- 内容模型（关联与结构）
- 数据类型

这些信息的集合即为 Schema 既验信息集（Post-Schema-Validation Infoset （PSVI））。对于有效的 XML，PSVI 给它赋以特定的“类型”，从而便于以对象方式来处理整个文档，并应用面向对象程序设计（OOP）范式。

## XML Schema的次要用途
XML Schema的主要用途是形式描述XML文档，然而最终的schema除了简单验证文档外还有许多其他用途。 

### 代码生成
Schema可用于生成代码，这称作XML Data Binding。这些代码允许XML文档的内容作为编程环境中的对象。

### XML文件结构文档的生成
Schema可用于产生人可读的文档来描述一个XML文件的结构。这在作者利用了标记元素（annotation element）时非常有用。

## 批评
虽然XML Schema取得了广泛的成功应用，但也受到了大量严厉的批评，远超出其他W3C推荐标准。下述研究者很好地总结了这些批评：James Clark, Anders Møller与Michael Schwartzbach, Rick Jelliffe，David Webber.
一般问题:
- 推荐标准数百页，语句非常技术化，对于非专业的用户来说过于复杂难读。很多人发现W3Cs XML Schema Primer （页面存档备份，存于）更易于理解.
- XSD缺少形式化数学规范，这使得关于schema的自动推理很困难，例如证明一个修改过的schema是向后兼容的。
- 语言中有很多例外，如元素的限制（restriction）不同于属性的限制。

表达能力的实践限制:
- XSD对无序内容提供了极少支持
- XSD不能要求提供root element (因而要求额外的信息来验证即使最简单的文档).
- 在描述mixed content, 没有任何方式约束字符内容(甚至没办法指定一个有效字符集).
- 内容与属性声明不能依赖于元素或属性上下文 (这也是DTD的一个大问题).
- 不是100%自描述 (上一点就是个例子), 即使有这样的初始设计需求.
- 默认不能被独立于声明被指定(这使其不能给出一族schema尽在默认值上不同);元素默认只能是字符数据(不包含markup).

技术问题:
- 虽然从技术上遵从命名空间，但看起来并不追随命名空间的精神原则。(例如 "unqualified locals").
- XSD 1.0不提供机制，使得一个属性的值或者存在依赖于另一个属性的值或存在(被称为co-occurrence constraints). XSD 1.1解决了这个问题.
- XSD数据类型的范围非常随意.[5]
- 验证与扩增(augmentation，增加类型信息与默认值)应该保持分离。

## 示范
一个Schema的简易示例，描述某个指定的国家，是这样的：
```
<xs:schema
 xmlns:xs="
http://www.w3.org/2001/XMLSchema
">
   <xs:element name="country" type="Country">
     <xs:complexType name="Country">
      <xs:sequence>
       <xs:element name="name" type="xs:string"/>
       <xs:element name="population" type="xs:decimal"/>
      </xs:sequence>
     </xs:complexType>
   </xs:element>
</xs:schema>
```

一份遵从这个视图的XML文件：
```
<country
 xmlns:xsi="
http://www.w3.org/2001/XMLSchema-instance
"
 xsi:noNamespaceSchemaLocation="country.xsd">
  <name>France</name>
  <population>59.7</population>
</country>
```

## 外部連結
- （繁體中文）W3C香港辦事處的權威翻譯
- （繁體中文）XML及SGML名詞英漢翻譯表（台灣）
- （英文）W3C XML Schema規格：入門 （页面存档备份，存于），結構 （页面存档备份，存于），資料集 （页面存档备份，存于），and 其他 （页面存档备份，存于）
- （英文）W3Schools XML Schema教學
- （中文）W3School XML Schema教学 （页面存档备份，存于）